# 広島六大学野球連盟
広島六大学野球連盟（ひろしまろくだいがくやきゅうれんめい、英語表記：HIROSHIMA BIG-SIX6 UNIVERSITIES BASEBALL LEAGUE）とは、広島県内にある6校の大学で構成された大学野球リーグである。全日本大学野球連盟傘下である。

## 沿革
- 1967年　西部地区大学野球連盟内に広島六大学野球連盟を設立
- 1968年　全日本大学野球選手権大会の出場枠に関して西部地区から独立
- 1984年　第15回明治神宮野球大会において近畿大学工学部が連盟代表初の準優勝

## 運営

### 所在地
〒731-3195 広島市安佐南区大塚東1-1-1 広島修道大学内

### 構成
- 固定した6校
- 理事長 岡田英幸
- 事務局担当 居原直行

### 運営方法

#### 対戦方法
春秋でそれぞれリーグ戦を行い、2戦先勝方式の総当たりによる勝ち点制（引き分けは再試合）。

##### 2戦先勝方式
同一の対戦校に対して先に2勝したチームがその相手校との対戦に勝利したとして対戦を終了する（1勝1敗の場合は第3戦を行い決着を付ける）。

#### 順位決定方法

##### 勝ち点制
同一対戦校に勝ち越した場合に勝ち点1を獲得し、勝ち点が多い方が上位。勝ち点が同じ場合は全体の勝率比較によって順位を決定。
勝ち点も勝率も同じ場合は、優勝決定に関わる場合に限り優勝決定戦（プレイオフ）1試合を行なう。
決定戦の成績はリーグ戦の成績に加算しない。

## 試合会場
かつては広島市民球場での開催もある。多くが加盟校の所有野球場を使用するが、2007年秋から東広島運動公園野球場（アクアスタジアム）も使用している。

## 加盟大学
※大学選手権＝全日本大学野球選手権大会出場回数、神宮大会＝明治神宮大会出場回数。（大学選手権と神宮大会の実績はリーグ発足以前も含む）
| 学校           | 所在地         | 優勝回数 | 最終優勝 | 大学選手権 | 神宮大会 | 最終出場大会      | 備考                                                     |
| -------------- | -------------- | -------- | -------- | ---------- | -------- | ----------------- | -------------------------------------------------------- |
| 近畿大学工学部 | 東広島市       | 56       | 2024年秋 | 28         | 9        | 2019年 大学選手権 | 全日本大学野球選手権ベスト4：4回 明治神宮大会準優勝：1回 |
| 広島経済大学   | 広島市安佐南区 | 30       | 2024年春 | 14         | 4        | 2024年 大学選手権 | 全日本大学野球選手権ベスト8：1回                         |
| 広島大学       | 東広島市       | 12       | 2018年春 | 3          | 4        | 2018年 大学選手権 |                                                          |
| 広島修道大学   | 広島市安佐南区 | 11       | 1983年秋 | 6          | 2        | 1972年 大学選手権 | 旧：広島商科大学                                         |
| 広島工業大学   | 広島市佐伯区   | 2        | 1997年秋 | 0          | 0        | -                 |                                                          |
| 広島国際大学   | 東広島市       | 0        |          | 0          | 0        | -                 | 2023年春季から出場                                       |

### かつて加盟していた学校
- 広島国際学院大学（旧・広島電機大学） 2023年5月廃校。2022年は春秋とも部員不足のため不参加。

## 歴代優勝校
平成以降の優勝校
- ◇：明治神宮野球大会出場権獲得（1992年までは西部地区と隔年出場）
- ◎：代表決定戦に勝利し明治神宮野球大会出場権獲得

| 開催年 | 春季リーグ優勝   | 秋季リーグ優勝   |
| ------ | ---------------- | ---------------- |
| 1989年 | 近畿大学工学部   | 近畿大学工学部◇  |
| 1990年 | 近畿大学工学部   | 近畿大学工学部   |
| 1991年 | 近畿大学工学部   | 広島経済大学◇    |
| 1992年 | 広島経済大学     | 広島経済大学     |
| 1993年 | 近畿大学工学部   | 広島経済大学◎    |
| 1994年 | 近畿大学工学部   | 広島経済大学     |
| 1995年 | 広島経済大学     | 広島経済大学◎    |
| 1996年 | 広島経済大学     | 広島電機大学     |
| 1997年 | 近畿大学工学部   | 広島工業大学     |
| 1998年 | 広島経済大学     | 広島経済大学     |
| 1999年 | 広島経済大学     | 広島経済大学     |
| 2000年 | 近畿大学工学部   | 広島経済大学     |
| 2001年 | 広島経済大学     | 近畿大学工学部   |
| 2002年 | 近畿大学工学部   | 広島大学◎        |
| 2003年 | 近畿大学工学部   | 広島国際学院大学 |
| 2004年 | 広島経済大学     | 広島経済大学     |
| 2005年 | 広島国際学院大学 | 近畿大学工学部   |
| 2006年 | 広島経済大学     | 近畿大学工学部   |
| 2007年 | 近畿大学工学部   | 広島経済大学     |
| 2008年 | 広島経済大学     | 近畿大学工学部◎  |
| 2009年 | 広島経済大学     | 広島大学         |
| 2010年 | 広島経済大学     | 近畿大学工学部   |
| 2011年 | 近畿大学工学部   | 近畿大学工学部   |
| 2012年 | 広島経済大学     | 近畿大学工学部   |
| 2013年 | 近畿大学工学部   | 近畿大学工学部◎  |
| 2014年 | 広島経済大学     | 広島国際学院大学 |
| 2015年 | 近畿大学工学部   | 近畿大学工学部   |
| 2016年 | 広島経済大学     | 近畿大学工学部   |
| 2017年 | 近畿大学工学部   | 近畿大学工学部   |
| 2018年 | 広島大学         | 近畿大学工学部   |
| 2019年 | 近畿大学工学部   | 広島経済大学◎    |
| 2020年 | 中止             | 広島経済大学     |
| 2021年 | 広島経済大学     | 近畿大学工学部◎  |
| 2022年 | 近畿大学工学部   | 近畿大学工学部   |
| 2023年 | 広島経済大学     | 近畿大学工学部   |
| 2024年 | 広島経済大学     | 近畿大学工学部   |